# Neolimnophila brevissima
Neolimnophila brevissima là một loài ruồi trong họ Limoniidae. Chúng phân bố ở miền Tân bắc.